# Szef wszystkich szefów
Szef wszystkich szefów (duń. Direktøren for det hele) – duńska komedia obyczajowa z 2006 roku w reżyserii Larsa von Triera, zrealizowana w ramach koprodukcji międzynarodowej.

## Opis fabuły
Właściciel firmy IT postanawia ją sprzedać. Przez lata jednak udawał przed swoimi pracownikami, że jego prawdziwy szef żyje w Ameryce i kontaktuje się z nim wyłącznie za pomocą e-maili. W ten sposób unikał odpowiedzialności za trudne decyzje, jednocześnie przypisując sobie wszystkie sukcesy. Kiedy jednak islandzki przedsiębiorca, który zamierza kupić firmę nalega na rozmowę bezpośrednio z szefem z Ameryki, właściciel w panice wynajmuje niespełnionego aktora, by ten przez kilka dni udawał szefa. W pośpiechu właściciel i aktor nie omawiają wszystkich szczegółów jego roli i muszą zdać się na przeintelektualizowaną improwizację aktora.

## Obsada
- Jens Albinus – Kristoffer / Svend E
- Peter Gantzler – Ravn
- Fridrik Thor Fridriksson – Finnur
- Benedikt Erlingsson – Tolk
- Iben Hjejle – Lise
- Henrik Prip – Nalle
- Mia Lyhne – Heidi A.
- Casper Christensen – Gorm
- Louise Mieritz – Mette
- Jean-Marc Barr – Spencer
- Sofie Gräbøl – Kisser
- Anders Hove – Jokumsen